# Zielnowo, West Pomeranian Voivodeship
Zielnowo [ʑelˈnɔvɔ] (trước đây Đức Zielnitz hoặc Sellen) là một ngôi làng ở quận hành chính của Gmina Darłowo, trong Sławieński, Zachodniopomorskie, ở tây bắc Ba Lan. Nó nằm khoảng 5 kilômét (3 mi) phía đông Darłowo, 15 km (9 mi) phía tây bắc Sławno và 169 km (105 mi) về phía đông bắc của thủ đô khu vực Szczecin.
Trước năm 1945, khu vực này là một phần của Đức. Đối với lịch sử của khu vực, xem Lịch sử của Pomerania.
Zielnowo có dân số 71 người. Chính trị gia Andrzej Lepper sở hữu một trang trại trong làng.